# Машенка
Машенка — село в Чарышском районе Алтайского края. До 4 марта 2022 года входило в состав сельского поселения Сентелекский сельсовет.

## История
Основано в 1900 г. В 1928 году посёлок Машинский состоял из 25 хозяйств, основное население — русские. В административном отношении являлось центром Машинского сельсовета Бащелакского района Бийского округа Сибирского края.

## Население
| 1926 | 1997 | 1998 | 1999 | 2000 | 2001 |
| ---- | ---- | ---- | ---- | ---- | ---- |
| 110  | ↘69  | ↗71  | ↘69  | ↗70  | ↘59  |
| 2002 | 2003 | 2004 | 2005 | 2006 | 2007 |
| ↗64  | ↘63  | ↘60  | ↗63  | ↘57  | ↗60  |
| 2008 | 2009 | 2010 | 2011 | 2012 | 2013 |
| ↘52  | →52  | ↗57  | ↗58  | ↘46  | ↗58  |

Национальный состав
Согласно результатам переписи 2002 года, в национальной структуре населения русские составляли 99 %.